# Schloss Kopaniny

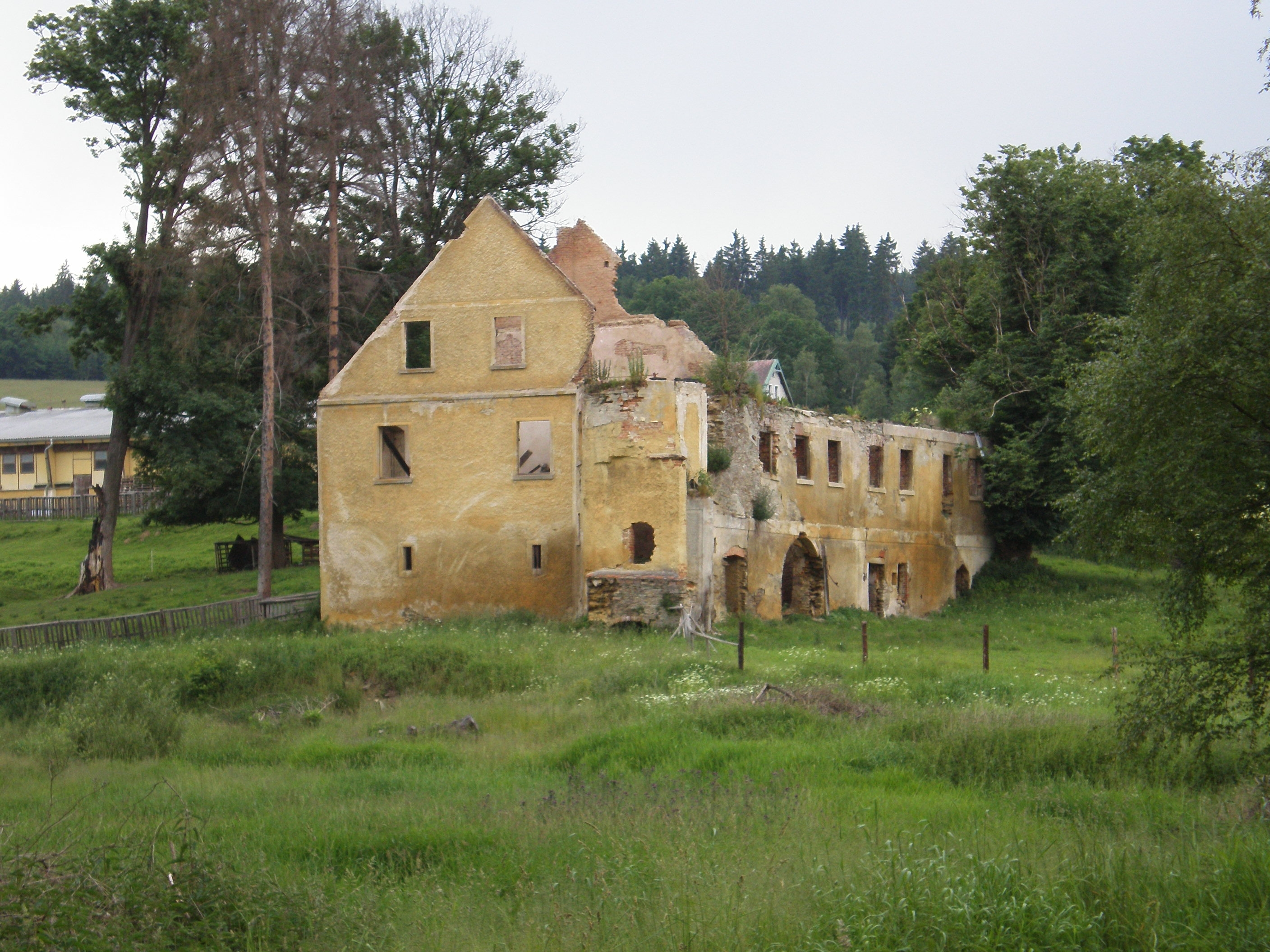
Schlossruine, 2008

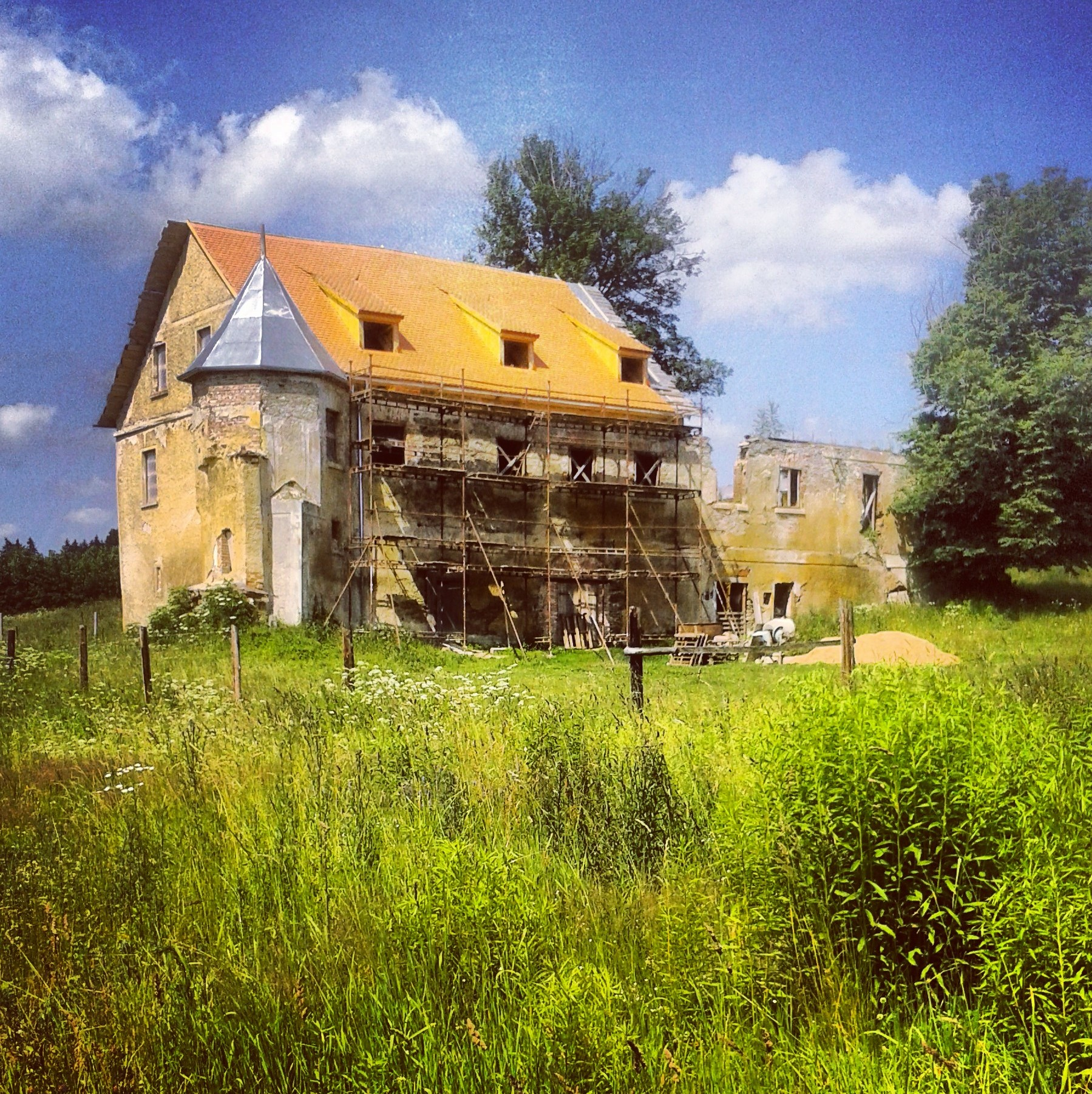
Restaurierung der Schlossruine, 2013

Das Schloss Kopaniny steht im Ortsteil Kopaniny der tschechischen Stadt Aš.
Die Familie von Zedtwitz, die im Ascher Ländchen umfangreich begütert war, gilt als Erbauer des Schlosses, der erste Bau wurde erstmals 1537 erwähnt. In der Kirche von Podhradí u Aše ist das ursprüngliche Gebäude abgebildet. 1678 wurde das Schloss weiter ausgebaut. Ein Stein mit einem Familienwappen wurde im Schloss Doubrava verbaut.
Letzte Besitzer der Familie waren Franz Josef Zedtwitz (1873–1954), Kommandeur des Dragonerregiments Prinz Windischgrätz im Ersten Weltkrieg und sein Sohn  Franz Xaver Zedtwitz (1906–1942), der als Schriftsteller auch zoologische Abhandlungen geschrieben hat. Im Jahr 1945 ging der enteignete Besitz in die Verwaltung des Staatsgutes über und war seitdem dem Verfall preisgegeben.
Im Jahr 2013 begannen die Restaurierungsarbeiten an der Ruine.